# 杨重勋
杨重勋（？—975年），麟州新秦（今陕西省榆林市神木县）人，北宋名将杨业之弟。

## 生平
父杨信，是五代时麟州新秦的地方豪强，称雄一方。兄杨业，本名重贵，北汉世祖刘崇为麟州刺史时，其父命杨业事之。杨信后割据麟州，自称刺史，得到后周承认。杨重勋本名重训，在其父死后继称麟州刺史，依附北汉。后周世宗显德四年（957年），杨重训重新归附后周，授麟州防御使。后周恭帝即位，杨重训避讳改名重勋。宋太祖建隆二年（961年），北汉进犯麟州，被杨重勋击退。乾德五年（967年），在麟州设置建宁军，以杨重勋为建宁军留后。开宝二年（969年），宋太祖亲征北汉，杨重勋主动到行在朝见，受到厚赐。开宝五年（972年），在宿州设置保静军，以杨重勋为保静军留后，调离麟州。开宝八年（975年），保静军节度使杨重勋死，赠侍中。

## 家庭
子：杨光扆，官至西头供奉官、麟州兵马监押。
孙：杨琪，字宝臣，生卒年:西元980年(太平興國五年)至1050年(皇祐二年)，第一任妻子是慕容章孫女，第二任妻子為李兌之女，官至供备库副使、同提点河东京西淮南三路刑狱公事。
曾孙：杨畋，字乐道，官至龙图阁直学士、吏部员外郎兼侍讲、知谏院。